# تور هايمز
تور هايمز (بالإنجليزية: Tor Hyams)‏ هو منتج أسطوانات وملحن أمريكي، ولد في 28 مايو 1969 في نيويورك في الولايات المتحدة.

## وصلات خارجية
- الموقع الرسمي
- تور هايمز على موقع IMDb (الإنجليزية)
- تور هايمز على موقع ميوزك برينز (الإنجليزية)